# Ulrike Scheuermann

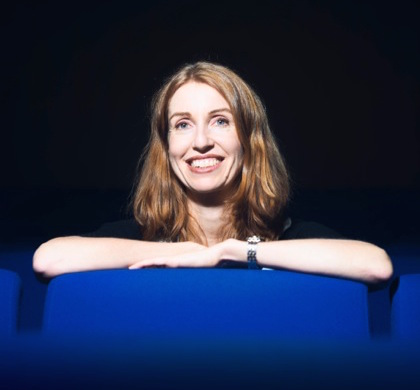
Ulrike Scheuermann (2015)

Ulrike Scheuermann (* 1968 in Berlin) ist eine deutsche Psychologin und Autorin.

## Leben
Scheuermann war nach dem Psychologie-Diplom 1997 in der ambulanten Krisenintervention angestellt und baute ab 1999 den Berliner Krisendienst mit auf. Nach ihrer zehnjährigen Tätigkeit im Krisendienst arbeitet sie seither selbstständig als Coach und Seminarleiterin. Seit 2017 ist sie Geschäftsführerin der von ihr gegründeten esencia GmbH.
In ihren Sachbüchern, Vorträgen und Seminaren beschäftigt sie sich mit den Themen persönliche Entwicklung und Innere Freiheit. Sie bildet zudem in der Methode Logosynthese aus. In der Akademie für Schreiben vermittelt sie die Themen Berufliches und Wissenschaftliches Schreiben und Veröffentlichen sowie Sachbücher Publizieren, unter anderem mit dem von ihr entwickelten Konzept Schreibdenken. Außerdem ist sie Kolumnistin beim News-Portal T-Online.de, wo sie regelmäßig zu psychologischen und gesundheitlichen Themen publiziert.
Scheuermann lebt mit ihrer Familie in Berlin.

## Publikationen
- Diverse Artikel als Kolumnistin bei T-Online.de (Online )
- Self Care – Du bist wertvoll: Das Selbstfürsorge-Programm. Knaur Balance, München, 2019. ISBN 978-3-426-67571-7. (Online)
- Self Care – Du bist wertvoll: Das Selbstfürsorge-Programm. Argon Balance Hörbuch, Berlin, 2019. ISBN 978-3-8398-8180-4. (Online)
- Innerlich frei: Was wir gewinnen, wenn wir unsere ungeliebten Seiten annehmen. Knaur MensSana TB, München, 2016. ISBN 978-3-426-87742-5
- Innerlich frei: Was wir gewinnen, wenn wir unsere ungeliebten Seiten annehmen. Argon Hörbuch, 3 CDs, Berlin, 2016. ISBN 978-3-8398-8130-9
- Wenn morgen mein letzter Tag wär: So finden Sie heraus, was im Leben wirklich zählt. Knaur TB, München, 2013. ISBN 978-3-426-87660-2
- Wer reden kann, macht Eindruck – wer schreiben kann, macht Karriere: Das Schreibfitnessprogramm für mehr Erfolg im Job. Linde, Wien; Auflage: 2., aktualisierte Auflage 2013. ISBN 978-3-7093-0504-1
- Schreibdenken: Schreiben als Denk- und Lernwerkzeug nutzen und vermitteln. Barbara Budrich/UTB, Opladen; Auflage: 3., überarbeitete Aufl. 2016. ISBN 978-3-8252-4052-3
- Die Schreibfitness-Mappe: 60 Checklisten, Beispiele und Übungen für alle, die beruflich schreiben. Linde, Wien; 2. Aufl. 2017; ISBN 978-3-7093-0332-0
- Das Leben wartet nicht: 7 Schritte zum Wesentlichen. Knaur MensSana eBook; 2011.
- Praxis Krisenintervention; Handbuch für helfende Berufe: Psychologen, Ärzte, Sozialpädagogen, Pflege- und Rettungskräfte. Hrsg. mit Silke Birgitta Gahleitner und Wolf Ortiz-Müller. Kohlhammer; 2., überarbeitete Auflage 2010. ISBN 978-3-17-020945-9
- Krisenintervention: Ein fallorientiertes Arbeitsbuch für Praxis und Weiterbildung. Hrsg. mit Stefanie Kunz, Ingeborg Schürmann. Edition Sozial; Beltz Juventa; 3., aktualisierte Auflage 2009. ISBN 978-3-7799-2053-3